# Eagles Mere
Eagles Mere is een plaats (borough) in de Amerikaanse staat Pennsylvania, en valt bestuurlijk gezien onder Sullivan County.

## Demografie
Bij de volkstelling in 2000 werd het aantal inwoners vastgesteld op 153. In 2006 is het aantal inwoners door het United States Census Bureau geschat op 148, een daling van 5 (-3,3%).

## Geografie
Volgens het United States Census Bureau beslaat de plaats een oppervlakte van 5,8 km², waarvan 5,3 km² land en 0,5 km² water. Eagles Mere ligt op ongeveer 310 m boven zeeniveau.

## Plaatsen in de nabije omgeving
De onderstaande figuur toont nabijgelegen plaatsen in een straal van 24 km rond Eagles Mere.